# Jules-Antoine Castagnary

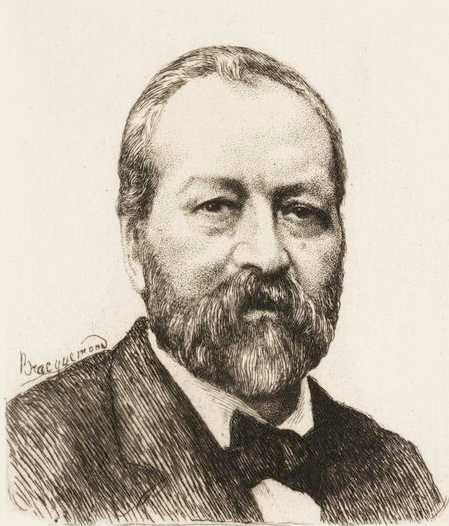
Jules-Antoine Castagnary, Radierung von Félix Bracquemond, 1880er Jahre

Jules-Antoine Castagnary (* 11. April 1830 in Saintes; † 11. Mai 1888 in Paris) war ein französischer Journalist, Kunstkritiker und Politiker sowie von Oktober 1887 bis zu seinem Tod Direktor der École nationale supérieure des beaux-arts de Paris. Er war Freund und Biograf des Malers Gustave Courbet und gab dem von Louis Leroy als Pejorativum geprägten Begriff Impressionisten eine wertneutrale Bedeutung, die sich in der Kunstgeschichte durchsetzte.

## Leben
Castagnary, Sohn eines Gerbers, lebte in Paris, wohin er 1849 gezogen war, um Jura zu studieren. Das Studium brachte er nicht zu Ende. Ab 1854 assistierte er einem Pariser Rechtsanwalt. Als Journalist schrieb Castagnary ab 1857 für La Revue moderne, später besonders für Le Monde illustré, Le Siècle (1868–1879) und das liberale Satireblatt Le Nain jaune, in deren Redaktion er eine führende Stellung innehatte, zeitweise auch für L’Audience (1858), L’Opinion nationale (1860), Le Mouvement (1862), La Nouvelle Revue de Paris (1864) und Le Courier du dimanche (1861–1864). Für seine „anstößigen Artikel“ in Le Nain jaune verbrachte er im Februar 1866 zwei Wochen im Gefängnis Sainte-Pélagie. 1867 schloss er sich der Zeitung L’Époque an.

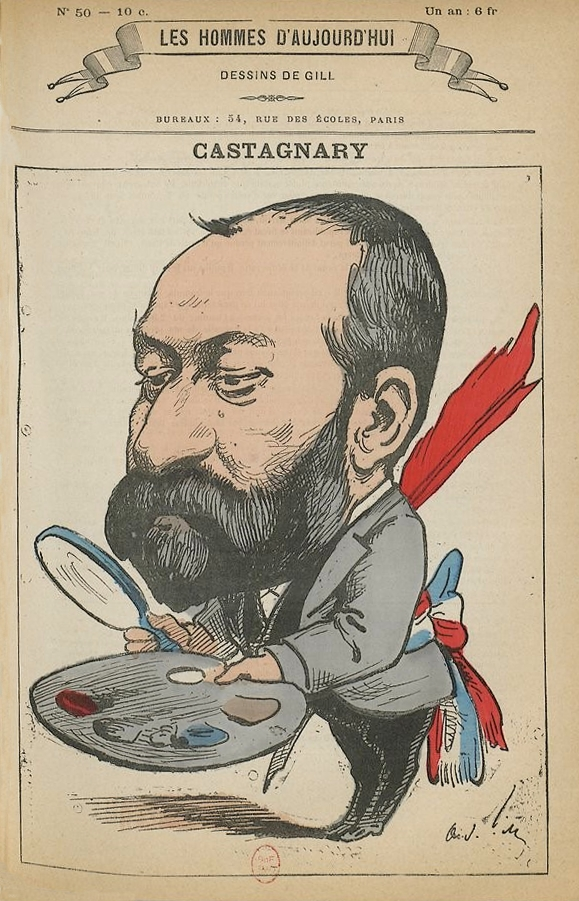
Jules-Antoine Castagnary, Karikatur von André Gill, 1879

Aufmerksam kommentierte er die Entwicklungen der Kunst, die im Salon de Paris der Jahre 1857 bis 1879 präsentiert wurden. Dabei sympathisierte er mit der Kunstbewegung des Realismus und trat für den Gedanken der künstlerischen Freiheit ein. Ein Bild war für ihn dann vollendet, wenn die künstlerische Vision zum Ausdruck gebracht war. Detaillierte Ausarbeitung und übergroße Sorgfalt ruinierten nach seiner Ansicht ein Gemälde. Seine 1858 veröffentlichte Schrift Philosophie du salon de 1857 war wegweisend für die Rezeption des Naturalismus in der Malerei. 1868 verfeinerte er die Definition dieses Begriffs als „visuelle Wiedergabe der Gesellschaft in natürlichem Setting“.
Während der Belagerung von Paris (1870–1871) nahm er Einfluss auf die republikanische Presse in den französischen Provinzen. Nach dem Zusammenbruch des Zweiten Kaiserreichs begann er eine Karriere als Politiker, wobei er kulturpolitisch liberale und antiklerikale Positionen bezog. Im November 1874 wurde er in den Gemeinderat des 15. Pariser Arrondissements gewählt. 1879 wurde er Mitglied des französischen Staatsrats. Außerdem saß er im Comité des monuments historiques. In der kurzen Regierungszeit von Léon Gambetta bekleidete er unter Kultusminister Paul Bert von 1881 bis 1882 das Amt des Directeur des cultes. Im Einklang mit seinem 1877 veröffentlichten Werk Les Jésuites devant la loi française trat er in dieser Zeit gegen den Widerstand großer Teile der Presse für die Organischen Artikel ein, welche vom französischen Konzept des Gallikanismus getragen waren.
Im September 1887 wurde Castagnary zum Direktor der École nationale supérieure des beaux-arts de Paris ernannt. In diese Amtszeit fiel der Beginn der Vorbereitungen zu den Kunstausstellungen der geplanten Weltausstellung Paris 1889, deren Fortsetzung er aufgrund seines Todes seinem konservativen Nachfolger Gustave Larroumet (1852–1903) überlassen musste.
Kunstgeschichtliche Bedeutung erlangte Castagnary durch seine Kunstkritiken, insbesondere, als er am 29. April 1874 in der Zeitung Le Siècle über französische Maler des Impressionismus, die am Pariser Boulevard des Capucines gerade ihre erste bedeutende Ausstellung abhielten, schieb:

„Wenn wir sie mit einem Wort charakterisieren wollen, das sie erklärt, müssen wir den neuen Begriff Impressionisten schmieden. Sie sind Impressionisten in dem Sinne, dass sie nicht die Landschaft wiedergeben, sondern die von der Landschaft erzeugte Empfindung.“

Mit dem Maler Gustave Courbet, mit dem er sich im Mai 1860 angefreundet hatte und der ihn 1870 porträtierte, unterhielt Castagnary eine kunsthistorisch bedeutende Korrespondenz. 1882 organisierte er zusammen mit Antonin Proust die erste Courbet-Retrospektive in der École nationale supérieure des beaux-arts de Paris. Als Castagnary 1888 im Alter von 58 Jahren starb, hinterließ er eine unvollendete Biografie über Courbet.
Castagnary wurde auf der Cimetière de Montmartre bestattet.

## Schriften (Auswahl)

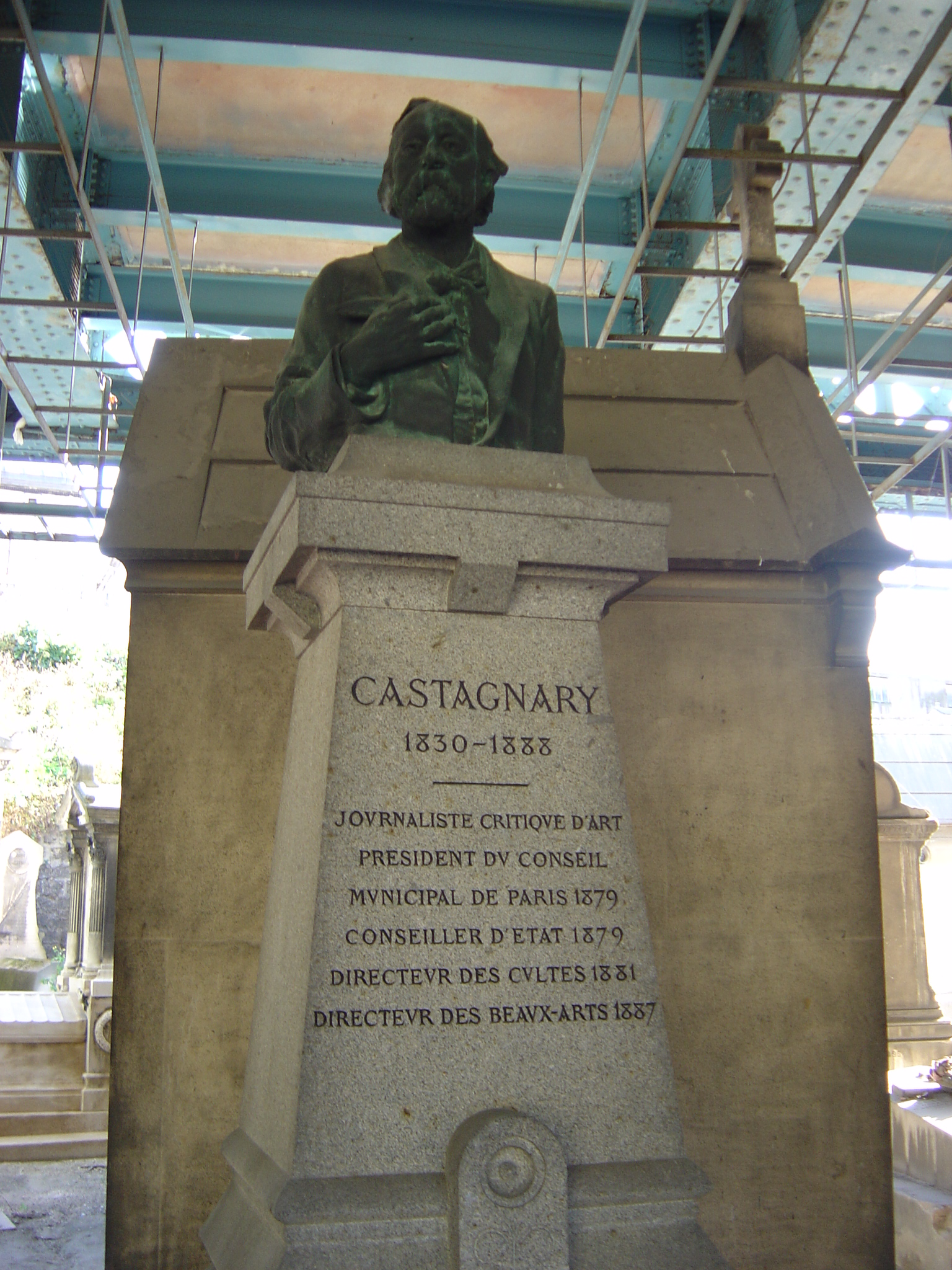
Grabmal von Castagnary mit einer Büste von Auguste Rodin auf der Cimetière de Montmartre

- Philosophie du salon de 1857. Poulet-Malassis et de Broise, Paris 1858.
- Les Artistes au XIX siècle. Salon de 1861. Aux bureaux du Monde illustré [Librairie nouvelle], Paris 1861.
- Grand Album des Expositions de peinture et de sculpture. 69 tableaux et statues. Librairie des deux-mondes, Paris 1863.
- Les Libres Propos. A. Lacroix, Verboeckhoven et Cie, Paris 1864.
- zusammen mit Paschal Grousset, Arthur Ranc und Francisque Sarcey: Le Bilan de l’année 1868. Politique, littéraire, dramatique, artistique et scientifique. A. Le Chevalier, Paris 1869.
- Les Jésuites devant la loi française. G. Decaux, Paris 1877.
- als Kurator und Herausgeber: Exposition des œuvres de G. Courbet à l’École des Beaux-Arts en mai 1882. Ausstellungskatalog, E. Martinet, Paris 1882 (Digitalisat).
- Gustave Courbet et la colonne Vendôme. Plaidoyer pour un ami mort. E. Dentu, Paris 1883 .(Digitalisat).
- Salons. Band 1: 1857–1870, Band 2: 1872–1879. G. Charpentier et E. Fasquelle, Paris 1892.